# Centurie Magdeburskie

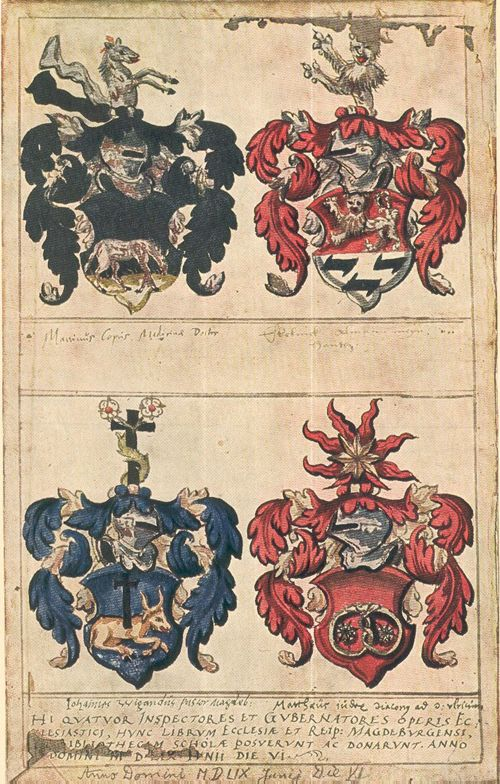
Ex libris z ostatniej strony Centuries

Centurie Magdeburskie (łac. Centuriае Magdeburgienses) uważane są za pierwszą próbę spisania obszernej historii Kościoła z punktu widzenia reformacji. Publikowane były w latach 1559–1574. Ich nazwa wzięła się od tego, iż każdy z tomów (było ich 13), obejmował okres stu lat historii (łac. cent – sto). Pełny tytuł dzieła to: Ecclesiastica Historia, integram Ecclesiae Christi ideam, quantum ad Locum, Propagationem, Persecutionem, Tranquillitatem, Doctrinam, Hæreses, Ceremonias, Gubernationem, Schismata, Synodos, Personas, Miracula, Martyria, Religiones extra Ecclesiam, & statum Imperii politicum attinet, secundum singulas Centurias, perspicuo ordine complectens: singulari diligentia & fide ex vetustissimis & optimis historicis, patribus, & aliis scriptoribus congesta: Per aliquot studiosos & pios viros in urbe Magdeburgicae.
Ich inicjatorem (jednakże nie autorem) był Matthias Flacius (1520-1575). Głównym autorem był Johannes Wigand, późniejszy biskup ewangelicki diecezji pomezańskiej (Prusy). Obaj byli kaznodziejami w kościele Sankt-Ulrich-und-Levin-Kirche w Magdeburgu, w którym odbywała się duża część prac. Przy pisaniu pierwszych tomów Wigand był wspomagany przez grupę uczonych, którzy tak jak i on przebywali w Magdeburgu. Najważniejszą spośród nich postacią był Matthias Richter, zwany Judex. Wydawcą pierwszych trzech tomów został bazylejski humanista Johannes Oporinus a pozostałe zostały wydane przez Eusebiusa Episcopiusa. Autorzy, między którymi podzielona była praca nad "Centuriami", zwani byli "Centuriatorami".
Celem dzieła było przedstawienie nauki Marcina Lutra jako próby powrotu do prawdziwej wiary i pierwotnego obrazu Kościoła, a co za tym idzie, zdemaskowanie papiestwa i jego organizacji Kościoła jako błędnych i nagannych. Odbyło się to jednak na bazie obszernej krytyki źródeł. I tak za falsyfikat uznane zostały m.in. Dekrety pseudoizydoriańskie, które włączone zostały do Dekretu Gracjana – zbioru prawa kanonicznego Kościoła katolickiego.
"Centurie Magdeburskie" czerpały źródło z całej ówczesnej wiedzy (szczególne zasługi mają tu humanista i bibliotekarz Bartolomeo Platina oraz historyk Albert Krantz), a także manuskryptów, które dotąd nie były drukowane, a których poszukiwano w całej Europie i przepisywano dla Centuriatorów.

## Literatura
- Heinz Scheible: Die Entstehung der Magdeburger Zenturien. Ein Beitrag zur Geschichte der historiographischen Methode.